# ペプチド-トリプトファン-2,3-ジオキシゲナーゼ
ペプチド-トリプトファン-2,3-ジオキシゲナーゼ（peptide-tryptophan 2,3-dioxygenase）は、次の化学反応を触媒する酸化還元酵素である。
ペプチド-トリプトファン + O2 {\displaystyle \rightleftharpoons } ペプチド-ホルミルキヌレニン
反応式の通り、この酵素の基質はペプチド-トリプトファンとO2、生成物はペプチド-ホルミルキヌレニンである。
組織名はpeptide-tryptophan:oxygen 2,3-oxidoreductase (decyclizing)で、別名にpyrrolooxygenase、peptidyltryptophan 2,3-dioxygenase、tryptophan pyrrolooxygenaseがある。